# Peter Ernst Lassen
Peter Ernst Lassen (født 16. juni 1935, død 13. november 2021) var en dansk pianist og dirigent.
Lassen blev uddannet som pianist og dirigent på Det Kongelige Danske Musikkonservatorium og videre i Salzburg, Berlin, Skt. Petersborg og Kraków. Grundlaget som dirigent lagde han med Sønderjyllands Symfoniorkester og Danmarks Radios orkestre i 1960'erne, derefter freelance og i 1972 blev han ansat som kapelmester på Det Kongelige Teater.
Midt i 1980'erne blev han fast dirigent på operaen i Hamborg, hvor han dirigerede både opera og ballet, ikke mindst en række premierer på John Neumeier-balletter, herimellem Des Knaben Wunderhorn Lieder/Fünfte Sinfonie af Gustav Mahler.
I 1991 blev han ansat som musikchef for balletten og dirigent ved Deutsche Oper Berlin (opera og ballet) og fra 2004 til 2011 tillige ved Deutsche Staatsoper Berlin.
Han har gæstedirigeret ved mange store operahuse i Europa:
Opéra de Paris (både i den gamle Garnier og den nye Bastille), Royal Opera House, Covent Garden, London, Den Norske Opera, Oslo, Kungliga Operan, Stockholm, Den Finske National Opera, Helsinki, Bayerische Staatsoper, München, og Semper Oper, Dresden.
Han dirigerede ”The Opening Gala-Performance” på Opéra de Paris, Palais Garnier, i 1996, og på Royal Opera House, Covent Garden, ved ”The Closing Gala” i 1997.
Balletmusik af første klasse over hele verden har fyldt det meste, og Lassen har med balletturneer bl.a. gæstet Metropolitan Opera, New York, Kennedy Center, Washington DC, San Francisco Opera, Cairo, Beijing, Shanghai og Japan (ni gange).
Han har også givet koncerter med de danske symfoniorkestre og har med Aalborg Symfoniorkester indspillet musikken til ni Bournonville-balletter på cd i anledning af 200-året for balletmesterens fødsel.
Han var kunstnerisk leder af Den Kongelige Livgardes Musikkorps i København 2000-2006.
Efter at have dirigeret i 21 sæsoner i Berlin blev han engageret til Wiener Staatsoper i 2011. I 2012 dirigerede han for Wiener Staatsballet på turné til Japan (Tokyo, Osaka og Nagoya).
Peter Ernst Lassen sov stille ind 12. november 2021